# Roßdorf (Türingia)
Roßdorf település Németországban, azon belül Türingiában. Lakosainak száma 584 fő (2023. december 31.). Roßdorf Kaltennordheim, Hümpfershausen, Schwallungen és Rosa községekkel határos.

## Népesség
A település népességének változása:
| Lakosok száma | 630  | 610  | 586  | 587  | 584  |
|               | 2017 | 2019 | 2021 | 2022 | 2023 |